# Periodo Arcaico andino
En los Andes Centrales, el Periodo Arcaico, que comprende desde la domesticación de plantas y animales con la aparición de los primeros horticultores seminómades hasta los primeros centros monumentales, se desarrolla durante el Precerámico Andino.
En la periodización de Luis Guillermo Lumbreras corresponde a la segunda etapa del desarrollo histórico de las civilizaciones andinas. Al terminar el periodo de trashumancia, aparecen en los Andes centrales los primeros horticultores seminómades (sin conocimiento de la cerámica); posteriormente el hombre andino se fue haciendo sedentario. Los habitantes de los valles costeños y serranos adoptaron la agricultura en forma incipiente, los habitantes de las estepas altoandinas domesticaron los camélidos;a entre tanto, los costeños adoptaron la vida mixta de pescadores marisqueadores y agricultores. 
La vida se hizo más estable, aparecieron las primeras aldeas en las llanuras o en los valles, cerca de los campos de cultivo o en las playas ricas en mariscos, las estructuras más antiguas son las chozas de material vegetal y posteriormente construcciones de piedra y barro; de la misma manera aparecieron los primeros tejidos rudimentarios. 
Aproximadamente hace unos 8500 años (6500 a. C.) aparecen la primera evidencia de la existencia de plantas y animales domesticados, y la vida de las comunidades humanas ya se desarrollaba en aldeas; pero esta temprana aparición de la agricultura hortícola, asociada con la crianza, no sustrajo a los grupos humanos de las actividades de la caza, de la recolección y de la pesca.

## Cronología
| Cronología           | Fecha de inicio                             | Fecha de término                                      |
| -------------------- | ------------------------------------------- | ----------------------------------------------------- |
| 7000 a. C.-4000 a. C | Aparición de los horticultores seminómades. | Primeros sedentarios y surgimiento de la Agricultura. |

## Principales características
- Sedentarismo
- Cultivo inicial de plantas
- Inicio de la práctica de pastoreo
- Intensificación de la pesca y el marisqueo
- Emergencia de primeras aldeas
- Tránsito hacia una organización social segmentaria.
- Práctica clara de entierros humanos.
- Presencia de cementerios.

## Poblador representante
| Pobladores           | Ubicación                           | Ubicación    | Antigüedad | Descubridor (es) | Características                                      | Importancia |
| -------------------- | ----------------------------------- | ------------ | ---------- | ---------------- | ---------------------------------------------------- | --- |
| Pobladores           | Zona                                | Departamento | Antigüedad | Descubridor (es) | Características                                      | Importancia |
| El hombre de Nanchoc | Valle del alto Zaña, norte del Perú | Cajamarca    | 8000 a. C. | Tom Dillehay     | Horticultor (agricultor incipiente). Calabaza, maní. | Primer cultivador de América. Primer horticultor del Perú Primer cultivador de la sierra del Perú. Primer vegetal: Fríjol más antiguo cultivado del Perú |

## Otros pobladores
| Poblador                                | Ubicación                                    | Ubicación    | Antigüedad                    | Descubridor (es)                | Características | Importancia |
| --------------------------------------- | -------------------------------------------- | ------------ | ----------------------------- | ------------------------------- | --- | --- |
| Poblador                                | Zona                                         | Departamento | Antigüedad                    | Descubridor (es)                | Características | Importancia |
| El hombre de Guitarrero II              | Vertiente occidental de la Cordillera Negra. | Ancash       | 7000 a. C.a[cita requerida]hj | Thomas Lynch                    | Frijol, ají, pallar, oca y olluco.                                                                                                   | - |
| El hombre de Paracas o de Santo Domingo | Península de Paracas                         | Ica          | 6800 a. C.                    | Frédéric Engel                  | Red de pesca de fibra vegetal. Anzuelos hechos de concha. Instrumento musical de hueso. Aldea. Marisquero. Pallar, frijol, calabaza. | Primer pescador con red de América Primera aldea del Perú Primer músico del Perú (Instrumento musical más antiguo (Flauta de pan) Primer horticultor de la costa del Perú |
| El hombre de Telarmachay                | San Pedro de Cajas                           | Junín        | 6000 a. C.                    | Danièle Lavallée                | Restos óseos y coprolitos de auquénidos. Evidencias del uso de pachamancas.                                                          | Primer pastor de América Primer domesticador de camélidos (llamas y alpacas) de América                                                                                   |
| El hombre de Jayhuamachay II            | Cueva de Jayhuamachay                        | Ayacucho     | 6000 a. C.                    | Richard MacNeish                | llama. Achiote (condimento). | Primer pastor de América (Logró domesticar auquénidos) |
| El hombre de Piquimachay II             | Cueva de Piquimachay                         | Ayacucho     | 5000 a. C. [cita requerida]   | Richard MacNeish                | Cunicultura (crianza de cuyes). Quinua, calabaza.                                                                                    | Primer domesticador de cuyes de América. |
| El hombre de Tres Ventanas              | Sierra de Huarochirí                         | Lima         | 4.000 a. C.                   | Bernardino Ojeda                | Camote, olluco, calabaza. | - |
| El hombre de Chilca (Pueblo 1)          | Pampa de Chilca, costa central               | Lima         | 3750 a. C.                    | Frédéric Engel                  | Miedo a la muerte. Aldeas conformadas por chozas en forma cónica. Rituales funerarios. Marisquero.                                   | Primer domesticador de perro en el Perú. |
| El hombre de El Encanto                 | Ancón                                        | Lima         | -                             | Edward Lanning, Michael Moseley | Pallar, ají, frijol, calabaza, zapallo.[cita requerida]                                                                              | |
| El hombre de Cachi                      | -                                            | Ayacucho     | -                             | -                               | - | - |
| El hombre de Chihua                     | -                                            | Ayacucho     | -                             | -                               | - | - |
| El hombre de Cabeza Larga               |                                              | Ica          | 5,100 a. C.                   | Frédéric Engel                  | | Primer peine |